# Анората (володар Лемро)
Анората Мінсо (бірм. အနော်ရထာ မင်းစေ; д/н — 1408) — володар араканської держави Лемро в 1406—1408 роках.

## Життєпис
Належав до побічної гілки Паганської династії, що панувала в царстві Ава. При народженні звався Гамані. Про молоді роки обмаль відомостей. Десь на початку 1406 року був поставлений аваським володарем Мінхаунгом I собвою (князем) Кале. Але вже у грудні того ж року за підтримки військ Ави було повалено Мінсомона, правителя Лемро, замість якого посів трон Гамані, що визнав зверхність Ави. Прийняв тронне ім'я Анората Мінсо.
Згідно з араканською хронікою «Ракайн Разавін Тхіт», жорстоко придушував супротив знаті та ніколи не отримав підтримки населення. Втім цю хроніку було складено пізніше, вона є доволі прискіпливою. На початку 1408 року одружився з Со П'єй Чантх, донькою Мінхаунга I.
Але незабаром Разадаріт, володар Гантаваді, суперник Ави, підтримав раніше поваленого Мінсомона, вдершись до держави Лаунггьєт. Аваські війська в цей час не мали змоги допомогти Анораті. Ворожа армія становила 4—5 тис. вояків. Вона швидко просунувся до столиці Лаунггьєту, біля якої у березні в битві  Анората Мінсо зазнав тяжкої поразки. Він намагався втекти, але був схоплений.
Анорату з родиною та 3 тис. прихильників було відправлено до Гантаваді, розселено біля місто Бассейн. Невдовзі колишнього володаря було старчено, а його удова стала дружиною Разадаріта.